# Montacuta minuscula
Montacuta minuscula är en musselart som beskrevs av Dall 1899. Montacuta minuscula ingår i släktet Montacuta och familjen Lasaeidae. Inga underarter finns listade i Catalogue of Life.